# Secret (Take You Home)
«Secret (Take You Home)» es el primer y único sencillo promocional de Kylie Minogue para su álbum Body Language. Lanzado solamente en Taiwán y obteniendo el primer puesto en las listas del país el sencillo logró ser buena promoción para el álbum; tanto fue así que la imagen del sencillo fue utilizado como promoción del álbum. La canción tiene extractos de la canción de 1985 I Wonder If I Take You Home de Lisa Lisa and Cult Jam.

## Composición
La canción es una canción Dance, con influencias de ElectroPop. Además cuenta con estilos de R&B y Nu-Punk, Además de un rapeo de la misma Minogue. La canción habla de Minogue con un chico preguntándole si puede ser su amante.

## Recepción
The Guardian dijo que "el Debut del Rapeo de Minogue" era bueno, y dijo que con tantos escritores la canción le faltaba algo. NME elogió el rapeo de Minogue pero dijo que estaba "cortado y manejado". PopMatters dijo que sonaba bien y la comparó con canciones de Prince y INXS. Yahoo! destacó la canción en el álbum y lo comparó con Justin Timberlake.

## En vivo
Fue cantado únicamente en el especial de TV Money Can't Buy. El vídeo de la interpretación fue utilizado como vídeo del sencillo.

## Listado de canciones
1. Secret (Take You Home) — 3:16
2. Slow — 3:15
3. Slow (Chemical Brothers remix) — 7:03

## Posicionamiento
| Listas (2004)       | Máxima posición |
| ------------------- | --------------- |
| Taiwan Singles Char | 1               |